# Amersfoort
Amersfoort är en stad och kommun i provinsen Utrecht i Nederländerna, omkring 25 km ostnordost om staden Utrecht. Den är med 151 534 invånare (2017) den näst största staden i provinsen efter Utrecht. Staden har ett historiskt centrum med ett 98 meter högt kyrktorn i mitten, Onze Lieve Vrouwetoren ("Vår kära fru-tornet"). Själva kyrkan förstördes i slutet av 1700-talet.
Konstnären Piet Mondrian och friidrottaren Femke Bol kommer från denna stad.